# Piotr Skubiszewski
Piotr Skubiszewski (ur. 27 sierpnia 1931 w Borzykowie) – polski historyk sztuki, specjalizujący się w sztuce średniowiecznej, prof. zw. dr hab.

## Życiorys
Studia ukończył w Instytucie Historii Sztuki Uniwersytetu Poznańskiego (1949–1954). Kształcił się także w Centre d’Etudes Supérieures de Civilisation Médiévale w Poitiers (1957–1958). W 1958 doktoryzował się w Poznaniu, a w 1964 habilitował się. Członek (w latach 1991–1996 przewodniczący) Komitetu Nauk o Sztuce Polskiej Akademii Nauk. W 1998 został członkiem korespondentem PAN, w 2013 członkiem rzeczywistym PAN. W 1994 roku otrzymał tytuł doktora honoris causa Katolickiego Uniwersytetu Lubelskiego, a 13 października 2003 tytuł doktora honoris causa Uniwersytetu w Poitiers. Jest także kawalerem Orderu Odrodzenia Polski, a w 2012 roku został odznaczony Złotym Medalem „Zasłużony Kulturze Gloria Artis” (2012).
Od 1953 do 1964 był pracownikiem naukowo-dydaktycznym na macierzystej uczelni. W latach 1955–1957 i 1965–1967 pracował w Instytucie Sztuki Polskiej Akademii Nauk, a od 1967 na Uniwersytecie Warszawskim. Kierował tam Zakładem Historii Sztuki Średniowiecznej, a także całym Instytutem Historii Sztuki (1970–1981). Wykładał także na Uniwersytecie w Poitiers (1981–1999), w Uppsali (1967) i Kansas City (1975). Jego zainteresowania badawcze obejmują przede wszystkim rzeźbę gotycką (zwłaszcza w twórczości Wita Stwosza) oraz złotnictwo romańskie i ikonografię hagiograficzną. Wśród wypromowanych przez niego doktorów znaleźli się, m.in.: Tadeusz Jurkowlaniec (1984) i Grażyna Jurkowlaniec (1999).
23 sierpnia 1980 roku dołączył do apelu 64 uczonych, pisarzy i publicystów do władz komunistycznych o podjęcie dialogu ze strajkującymi robotnikami.
Jego ojcem był Ludwik Skubiszewski, a bratem Krzysztof Skubiszewski.

## Publikacje
- Rzeźba nagrobna Wita Stwosza, Warszawa, PIW, 1957
- Czara włocławska: Studia nad spuścizną Wschodu w sztuce wczesnego średniowiecza, Poznań, PWN, 1965
- Malarstwo karolińskie i przedromańskie, Warszawa, WAiF, 1973
- Wit Stwosz, Warszawa, Arkady, 1985, ISBN 83-213-3198-X
- L'arte europea dal VI al IX secolo, Torino, UTET, 1995, ISBN 88-02-04614-X
- L'image de Babylone aux Serpents dans les Beatus. Contribution à l'étude des influences du Proche-Orient antique dans l'art du haut Moyen Age, Paris 2000, ISBN 2-87601-284-7 (współaut. Lucien-Jean Bord)
- Sztuka Europy łacińskiej od VI do IX wieku, Lublin, Towarzystwo Naukowe KUL, 2001, ISBN 83-87703-39-7
- La Croix dans le premier art chrétien, Paris 2002, ISBN 2-7053-3721-0

## Prace dedykowane
- Iconographica. Mélanges offerts à Piotr Skubiszewski, éd. par Robert Favreau et Marie-Hélène Debiès, Poitiers, Université de Poitiers, CNRS, CESCM, 1999, ISBN 2-9514506-0-5 (Civilisation Médiévale, ISSN 1281-704X, 7)
- Artem quaevis alit terra. Studia professori Piotr Skubiszewski anno aetatis suae septuagesimo quinto oblata, cur. Grażyna Jurkowlaniec, Warszawa, Wydawnictwa Uniwersytetu Warszawskiego, 2006 (Ikonotheka, ISSN 0860-5769, 19)